# Rehab Bassam
Rehab Bassam (tiếng Ả Rập: رحاب بسام), là một blogger người Ai Cập bắt đầu nổi lên vào năm 2008 khi một trong những nhà xuất bản nổi tiếng nhất của Ai Cập Dar al Shorouk đã xuất bản một bộ sưu tập các bài đăng trên blog của cô dưới dạng sách giấy. Cô là một blogger hoạt động từ tháng 11 năm 2004.

## Tiểu sử
Tốt nghiệp khoa Nghệ thuật (Kolleyyat al Aadaab) với chuyên ngành tiếng Anh, Rehab bắt đầu viết blog vào năm 2004, lấy nó "như một thách thức" theo cách của riêng mình khi một người bạn của cô trêu chọc cô ấy trên mạng vì cô không có blog. Nhìn nhận về vấn đề anh ta nói, cô ấy nhận ra rằng blog là nơi một cá nhân viết về thói quen hàng ngày của mình và cô tự nhủ: "Không có vấn đề gì, tôi cũng có thể làm điều đó". Từ đó cô đều đặn viết blog mỗi ngày.
Với tư cách là người nói tiếng Anh, các bài đầu của Bassam đều đăng bằng tiếng Anh, nhưng ngay sau đó "một sớm một chiều", cô đã viết bài bằng tiếng Ả Rập vào tháng 9 năm 2004.
Bassam đã có một sự nghiệp trong nghiên cứu thị trường, copywriting, biên tập, biên dịch và cho xuất bản nhưng quyển sách dành cho trẻ em.

## Blog
Năm 2004, Bassam bước vào thế giới blog Ai Cập, một cộng đồng vừa mới ra đời bấy giờ, thông qua blog Hawadeet (chủ nghĩa thông tục của người Ai Cập cho "những câu chuyện") dưới biệt danh Hadouta (chủ nghĩa thông tục của người Ai Cập cho "câu chuyện") sớm đã đưa danh tiếng của cô trở nên phổ biến. Các bài blog của cô là những câu chuyện giống nhật ký, được mô tả bởi những người đánh giá địa phương là "hấp dẫn, hài hước, đầy tiếng vang với mức độ ảnh hưởng rộng rãi", "tự phát", bộc lộ "quyền lực văn học cao", lối viết "theo phong cách tinh tế", "viết rõ ràng", "biểu cảm", và "kỳ diệu".

## Tác phẩm
| - Rice Pudding for Two (2008) أرز باللبن لشخصين |